# 晋源县
晋源县，中国旧县名。
1947年因太原县析城区设市，为避免混淆，遂改太原县为晋源县，治所在晋源（今山西太原市西南晋源镇）。1949年迁治今太原市城区。1951年撤销，并入太原市郊区办事处，同年改设太原市第六、七两区。